# 欠点豆
欠点豆（けってんまめ）とは、コーヒー豆において、病気、虫食い、傷、未熟などにより、正常なコーヒー豆と一緒に焙煎すると、香味を損ねる可能性の高い、欠陥のある豆のことである。そのため、コーヒーを焙煎するに当たっては、欠点豆の少ない上級の商品を選び、焙煎の前にハンドピックという、選別の作業が必要である。
欠点豆が一番少ない等級は下記の通りであるが、たとえばブラジルのNo.2は、豆300g（約2000粒）あたり、欠点豆4個以下だが、これはあくまで出荷時の値で、輸送・貯蔵の後日本の消費者に渡るころには、欠点豆がかなり増えている可能性がある。

## 欠点豆が最少の規格
- ブラジル; No.2
- コロンビア: スプレモ
- アフリカ諸国: AA
- 中米: SHB
- コナコーヒー：エクストラファンシー